# 池田城 (美濃国草深上連馬)
池田城（いけだじょう）は、美濃国池田郡草深上連馬（岐阜県揖斐郡池田町）にあった日本の城。

## 概要
池田町草深に鎮座する八幡神社の由緒によると、15世紀中頃（文安時代）に池田浄蓮右馬次郎が草深上連馬に、城を築いて居住したとされる。
美濃池田氏は鎌倉時代はじめ、池田泰継のときに摂津池田氏から分かれて美濃へと移住したとされる。美濃池田氏や国枝氏、稲葉氏の菩提寺である池田町本郷の龍徳寺は、摂津池田氏の池田教依が14世紀中頃に中興したと伝えられる。

## 場所
形式は「平城」で、城はバロー池田店南西近くの杭瀬川に架かる橋から東側一帯とされるが、現在は農地となり、遺構は残されていない。
なお、池田町草深に鎮座する八幡神社に置かれている石碑に、池田城の大まかな説明がされている。